# Jean-Pierre Lamy
Jean-Pierre Lamy (eigentl. Jean-Pierre Maurice Lamy) (* 9. Juni 1945 in Saint-Mandé; † 28. April 1970 in Paris) war ein französischer Schauspieler.

## Leben
Der Sohn von Marcel Lamy und Geneviève Devaluez wuchs mit einem Zwillingsbruder, dem späteren Fotografen Dominique Lamy, auf. 
1956 sah er Robert Hirsch in Molières Scapins Streiche spielen und beschloss, Schauspieler zu werden. Nach seinem Abitur gab er sein Debüt als Bernard in Marcel Francks L'Œuf à la Coque, das er mehrere Monate lang spielte, bevor er in die Klasse von Robert Manuel am Conservatoire d'art dramatique de Paris eintrat, die er 1969 beendete. Jean Meyer holte ihn 1966 nach Lyon ans Théâtre des Célestins, wo er in Meyers Inszenierung von Molières Schule der Frauen den Horace spielte. Am Theater spielte er in Jean Marsans Interdit au public unter der Regie von Jean Le Poulain neben Le Poulain, Maria Pacôme, Marthe Mercadier und Lyne Chardonnet und in Jean Anouilhs Der Ball der Diebe. In der Spielzeit 1969/1970 spielte er in André Barsacqs Inszenierung von Alexander Ostrowskis Der Wald den Alexei Bulanow. Seine Partner waren Renée Faure als Raissa Gumyskaja, Élisabeth Alain als Axinja und Julien Guiomar als Gennadius. 
Er debütierte im Fernsehen in der Reihe Au théâtre ce soir in Michel Andrés Stück De Passage à Paris als Daniel Ceccaldis Sohn Patrick Junior. In der Fernsehreihe spielte er unter der Regie seines Lehrers Robert Manuel auch in „Les 3J ou la nouvelle école“. Er spielte die Titelrolle in Louis Seigners Inszenierung von Jacques Devals Étienne, den Maurice Galvoisier neben Lise Delamare und Jandeline in Devals Mademoiselle und den Roger neben Bernard Alane, Henri Guisol und Marion Game in ‚‘George et Margaret‘‘. 
In Jean-Paul Sassys Fernsehfilm Lucide Lucile (1967) spielte er neben Juliette Mills den Olivier und in Pierre Goutas’ Serie Les Demoiselles de Suresnes den Jojo. Es folgten Rollen in zwei weiteren Fernsehfilmen: als Philippe in Abder Iskers Les trois portes mit Nadine Alari und Noël und als Frantz in Sa Majesté Alexandre.
Im Kino debütierte 1969 er in Édouard Molinaros Der Mann im roten Rock. Er spielte darin den Freund von Hector de Pont-Cassé (Bernard Alane), mit dem er nach der Begegnung mit Manette (Claude Jade) der jungen Heldin zum Glück verhilft: Hector und Guillaume sperren Manettes Vater (Robert Dalban) in ein Fass, von wo aus dieser – im Glauben Manettes Freund Benjamin (Jacques Brel) sei tot, seiner Tochter verspricht, dass sie heiraten darf, wen sie will. Es blieb seine letzte Filmrolle.
Nach einem ersten Selbstmordversuch aus Liebeskummer drehte er in seiner Wohnung das Gas auf und starb am 28. April 1970 im Alter von 24 Jahren.
Er wurde auf dem Südfriedhof von Saint-Mandé beigesetzt. 

## Filmographie
- 1967: Au théâtre ce soir: De passage à Paris
- 1967: Au théâtre ce soir: Les 3J ou la nouvelle école
- 1967: Au théâtre ce soir: Étienne
- 1967: Lucide Lucille (TV-Film)
- 1968: Au théâtre ce soir: Mademoiselle
- 1968: Les Demoiselles de Suresnes, TV-Serie
- 1969: Au théâtre ce soir: George et Margaret
- 1969: Les Trois portes (TV-Film)
- 1969: Der Mann im roten Rock (Mon oncle Benjamin)
- 1970: Sa Majesté Alexandre (TV-Film)